# Over the Rainbow (film)
Over the Rainbow (오버 더 레인보우?, Obeo deo re-inbo-uLR, Obŏ tŏ reinpouMR) è un film del 2002 scritto e diretto da Ahn Jin-woo.

## Trama
Il meteorologo Lee Jin-su rimane coinvolto in un incidente stradale, che gli procura una parziale amnesia. L'uomo conserva il vago ricordo di una donna che desidera reincontrare, e nel corso della sua "ricerca" viene aiutato da una giovane addetta agli oggetti smarriti, Kang Jeong-hee. Con il passare del tempo, Jin-su scopre tuttavia di essere sempre meno interessato alla donna dei suoi ricordi, e di essere innamorato di Jeong-hee.